# Деяновичи
Деяновичи (серб. Дејановићи) или Драгаши (серб. Драгаши) — средневековый сербский дворянский род. Служил сербской империи Душана Сильного (1331—1355) и Уроша Слабого (1355—1371), после битвы при Марице (1371) и падения сербского царства стал османским вассалом. Деяновичи в османский период стали из самых известных семей, владея территорией, где сходятся границы современных Сербии, Болгарии и Македонии. Два последних византийских императора по материнской линии были представителями Деяновичей. Последний византийский император Константин XI, героически погибший при попытке защитить Константинополь от османов в 1453 году, был известен под фамилией своей матери Драгаш.
Родоначальник — севастократор, то есть деспот Деян, муж сестры царя Душана Сильного (царь 1331—1345, царь 1346—1355), управитель приходов Жеглигово и Прешево.